# Vladislav Myl'nikov
Vladislav Valer'evič Myl'nikov (in russo Владислав Валерьевич Мыльников?, IPA: [vlədʲɪˈslaf vɐˈlʲerʲjɪvʲɪtɕ ˈmɨlʲnʲɪkəf]; 12 settembre 2000) è uno schermidore russo, specializzato nel fioretto.

## Palmarès
- Giochi olimpici

Tokyo 2020: argento nel fioretto a squadre.
- Europei

Genova 2025: bronzo nel fioretto a squadre.